# Círculo de Concentración Española
Círculo de Concentración Española fue un partido político fundado en mayo de 1920 en Barcelona. Su objetivo era "defender y propagar por todos los medios lícitos: el amor a nuestra patria España y la integridad de su territorio para que siempre sea una e indivisible". Fue presidente Juan Sans Coy mientras que fueron vicepresidentes Domingo Amposta y José Minguell. Desapareció antes de 1926.   